# Pia Dijkstra
Pietje Aafke „Pia” Dijkstra (ur. 9 grudnia 1954 w m. Franeker) – holenderska dziennikarka, prezenterka telewizyjna i polityk, posłanka do Tweede Kamer, w 2024 minister.

## Życiorys
Studiowała teologię na Uniwersytecie Amsterdamskim, nie kończąc tych studiów. Zawodowo związana z dziennikarstwem. Do 1984 pracowała w Interkerkelijke Omroep Nederland, nadawcy publicznym nadającym programy radiowe i telewizyjne dla kościołów chrześcijańskich. Następnie do 1986 była producentką i prezenterką w Radio Nederland Wereldomroep, a w latach 1986–1988 reporterką programu publicystycznego wydawanego przez Nederlandse Christelijke Radio Vereniging. Przez kolejne dwanaście lat pracowała jako prezenterka wiadomości dla nadawcy publicznego Nederlandse Omroep Stichting. Od 2000 do 2010 była zatrudniona w AVRO, gdzie m.in. prowadziła programy medyczne.
Dołączyła do socjalliberalnej partii Demokraci 66. W wyborach w 2010 po raz pierwszy uzyskała mandat deputowanej do Tweede Kamer. Z powodzeniem ubiegała się o poselską reelekcję w wyborach w 2012 i 2017. W lutym 2024 objęła stanowisko ministra bez teki do spraw opieki medycznej w czwartym rządzie Marka Ruttego, zajmowała je do lipca tego samego roku.